# Амедичи
Амедичи (якут. Амедичи) — река в России, протекает в Якутии, левый приток реки Алдан (бассейн Лены).

## Происхождение названия
Гидроним «Амедичи» произошёл от якут. слова «амут» — озеро. Река имеет много озёр.

## Описание
Длина 313 км, площадь бассейна 6020 км². Начинается на северных склонах Станового хребта, течёт по Алданскому нагорью. Питание смешанное, с преобладанием дождевого. Летом бурные паводки, зимой перемерзает. Характерны наледи.
Амедичи — золотоносная река. В конце 20-х — начале 30-х годов исследователем Н. И. Зайцевым в верховьях Амедичи наряду в впадающими реками Кабактан и Налдыкан открыты залежи рассыпного золота. Вплоть до 1992 года выдавались лицензии золотодобывающим компаниям на добычу золота на реке Амедичи.

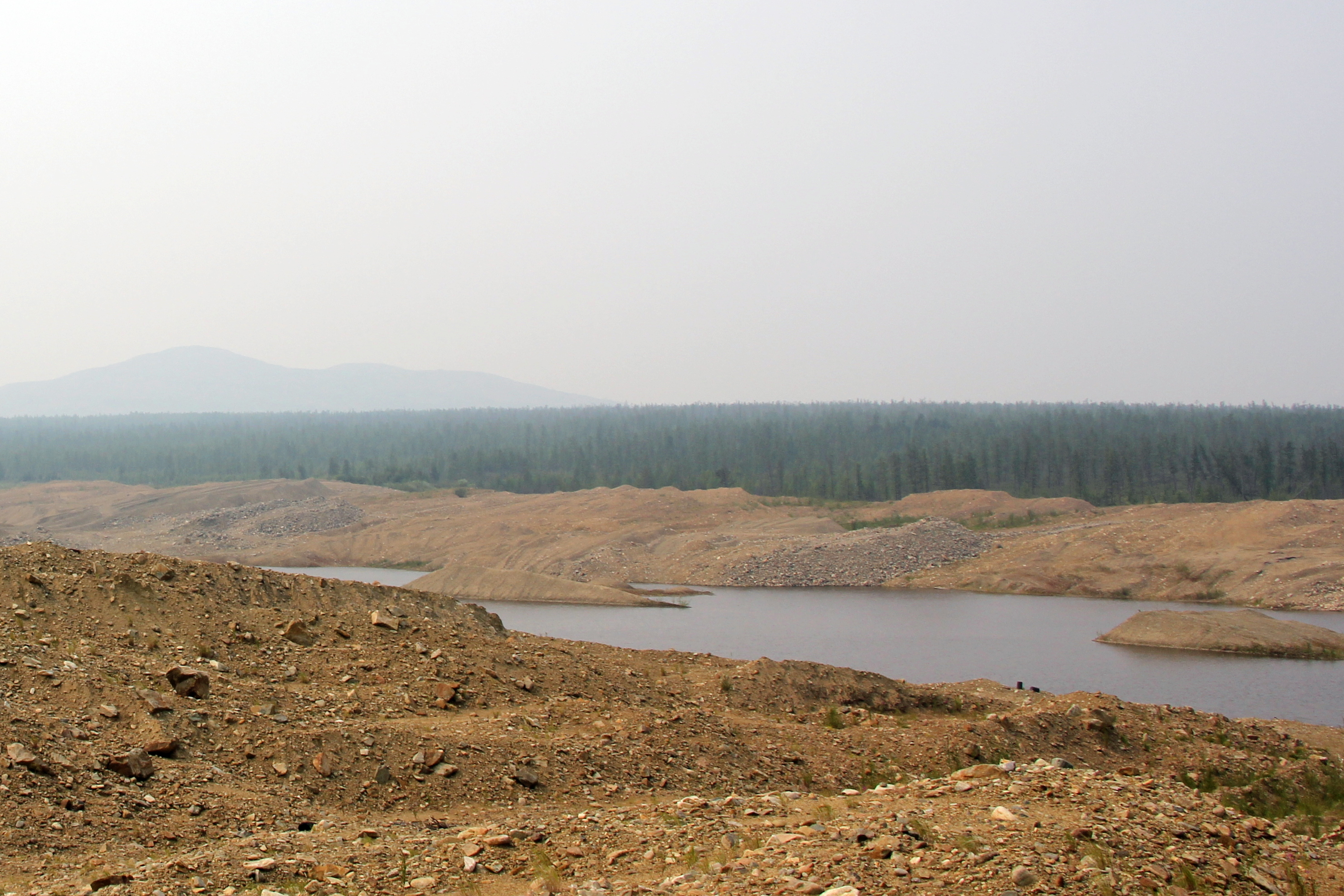
Берега Амедичи после добычи золота долго не зарастают

## История
В бассейне реки находятся археологические памятники — стоянки Алдакай-I, Алдакай-II, Ягодный-I и Ягодный-II. Они были обнаружены Среднеленским отрядом археолого-этнографической экспедиции Музея археологии и этнографии Якутского государственного университета под руководством Н. Н. Кочмара в экспедициях 1997—2001 гг. Наиболее сохранился памятник Алдакай-I, представляющий собой поселение с остатками жилищ, которые ранее на территории Якутии не встречались. Исследователь С. А. Воробьев относит поселение Алдакай-I к эпохе бронзы.
В 2008 году правительство Якутии утвердило стоянки Алдакай-I, Алдакай-II, Ягодный-I и Ягодный-II объектами культурного наследия (распоряжение № 402-р «Об утверждении объектов культурного наследия — выявленных недвижимых памятников истории и культуры по разделу „Археология“» от 24.04.2008 г.).

## Притоки
Перечислены по порядку от устья к истоку.
- 8,4 км: Лукин[4] (пр)
- 24 км: Кютер[12] (лв)
- 31 км: Танграк[12] (лв)
- 38 км: Кавердан[12] (лв)
- 44 км: Неричи[12] (лв)
- 52 км: Нирелях[12] (пр)
- 59 км: Килиер[12] (лв)
- 61 км: Амнунначи[12] (лв)
- 74 км: Элан-Амнунначи[12] (лв)
- 88 км: Ярогу[12] (лв)
- 156 км: Наледный[11] (лв)
- 190 км: Нива[10] (лв)
- 205 км: Яраусу[9] (лв)
- 220 км: Ат-Бастах[9] (лв)
- 221 км: Алдакай[9] (лв)
- 253 км: Ягодный[8] (пр)
- 270 км: Куртах[8] (пр)
- 278 км: Кабакты[8] (лв)
- 281 км: Расторгуев[8] (пр)
- 295 км: Кабактан[7] (пр)
- 303 км: Налджикан[7] (пр)

## Галерея

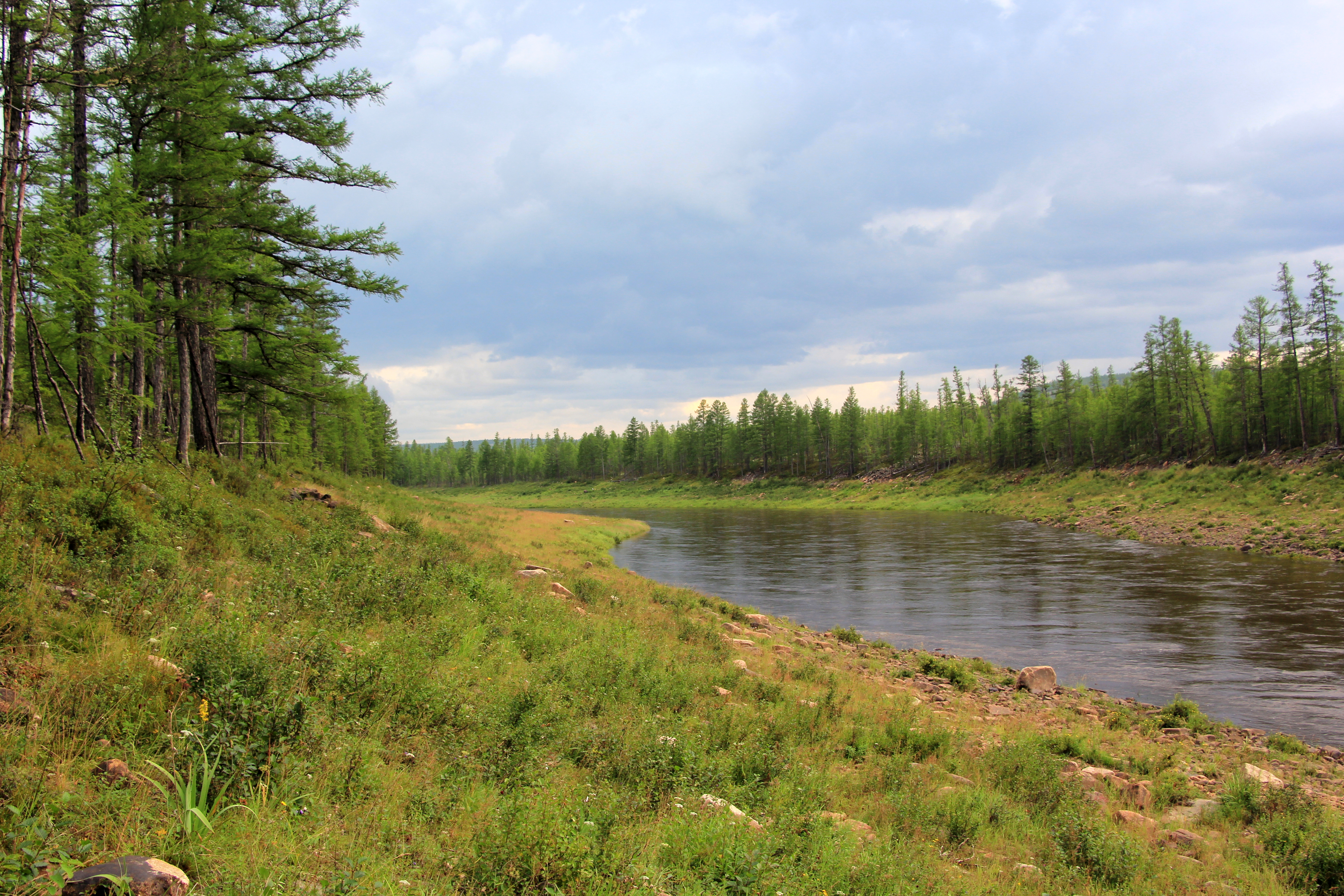
Амедичи в среднем течении
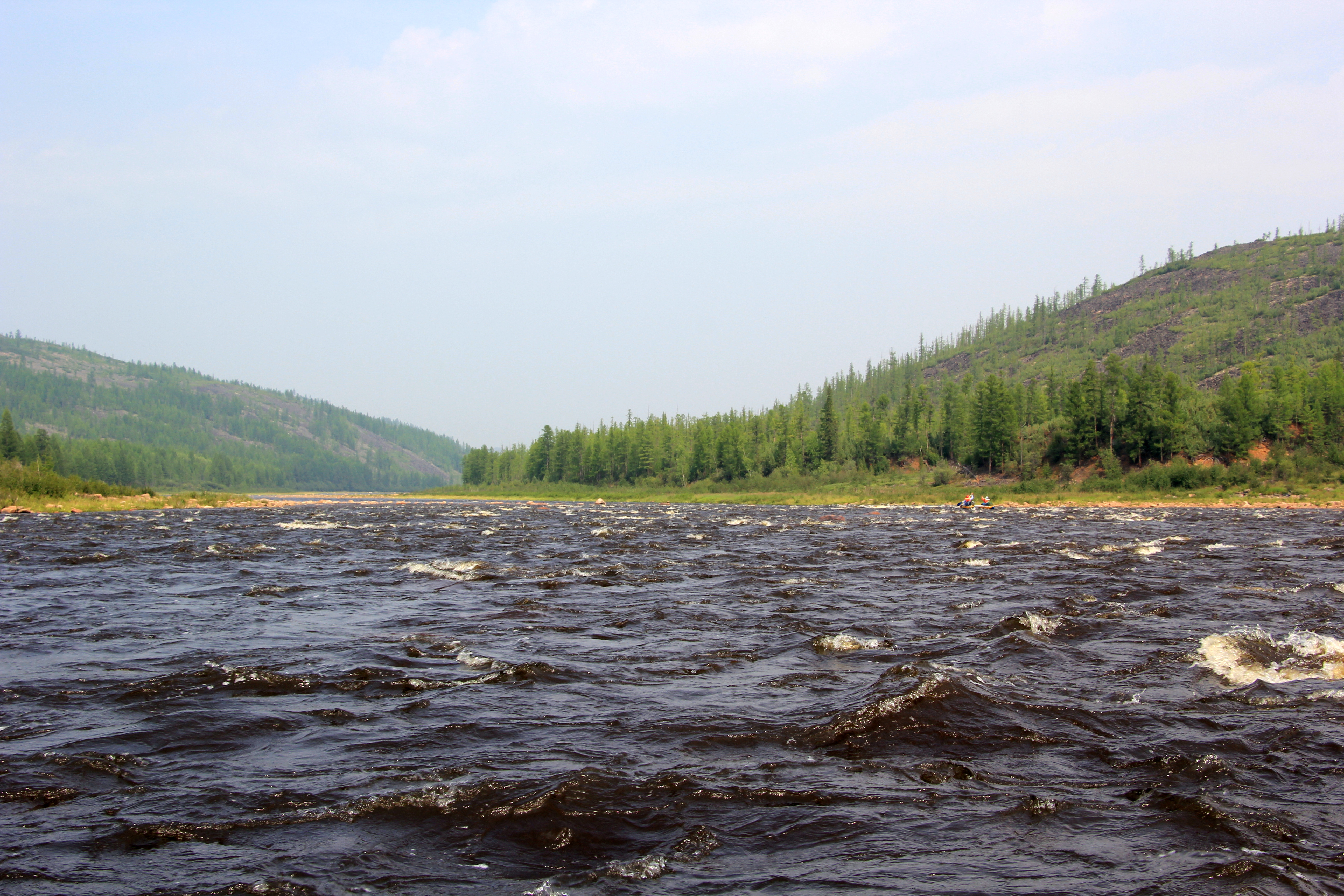
Порожистый участок Амедичи
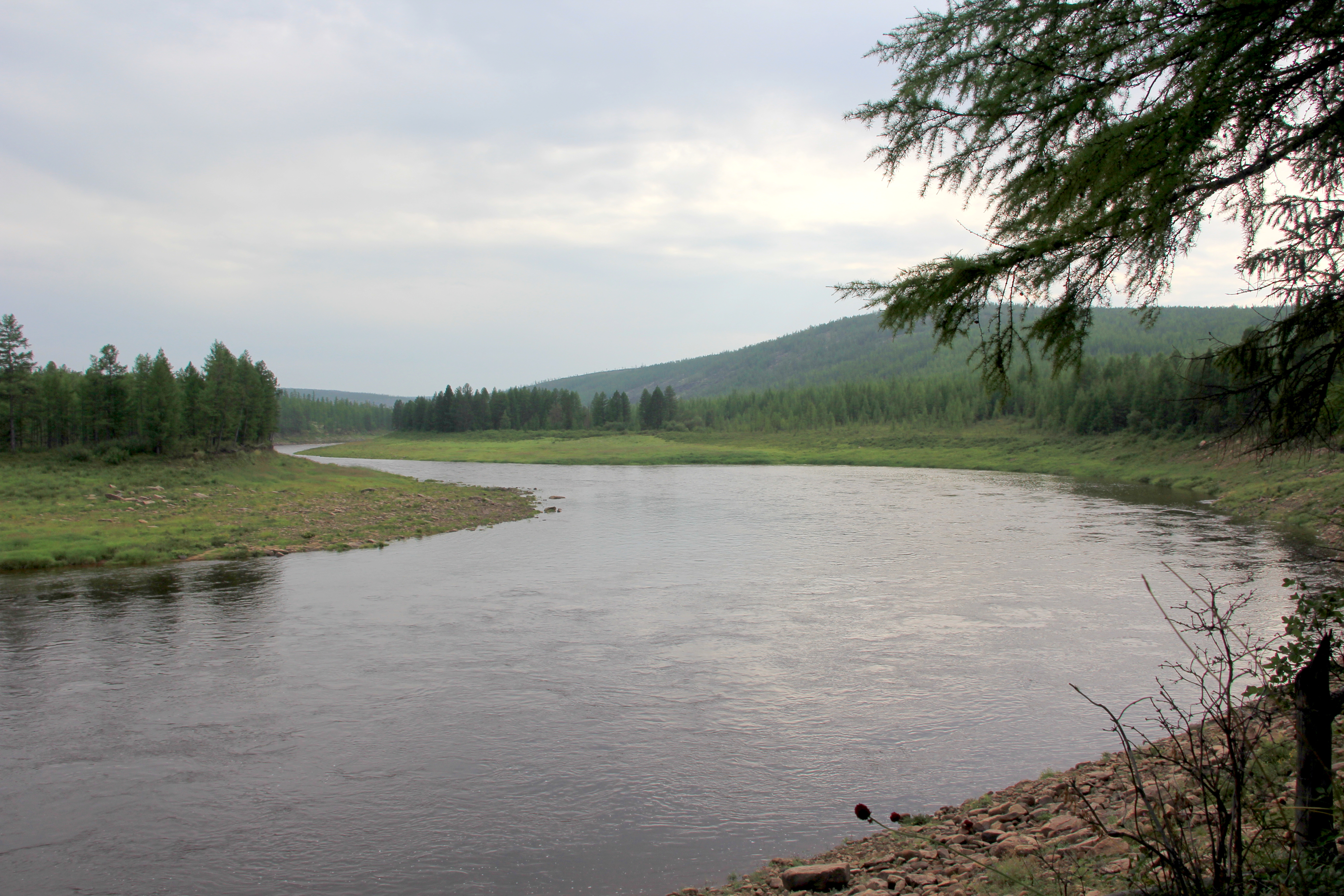
Амедичи
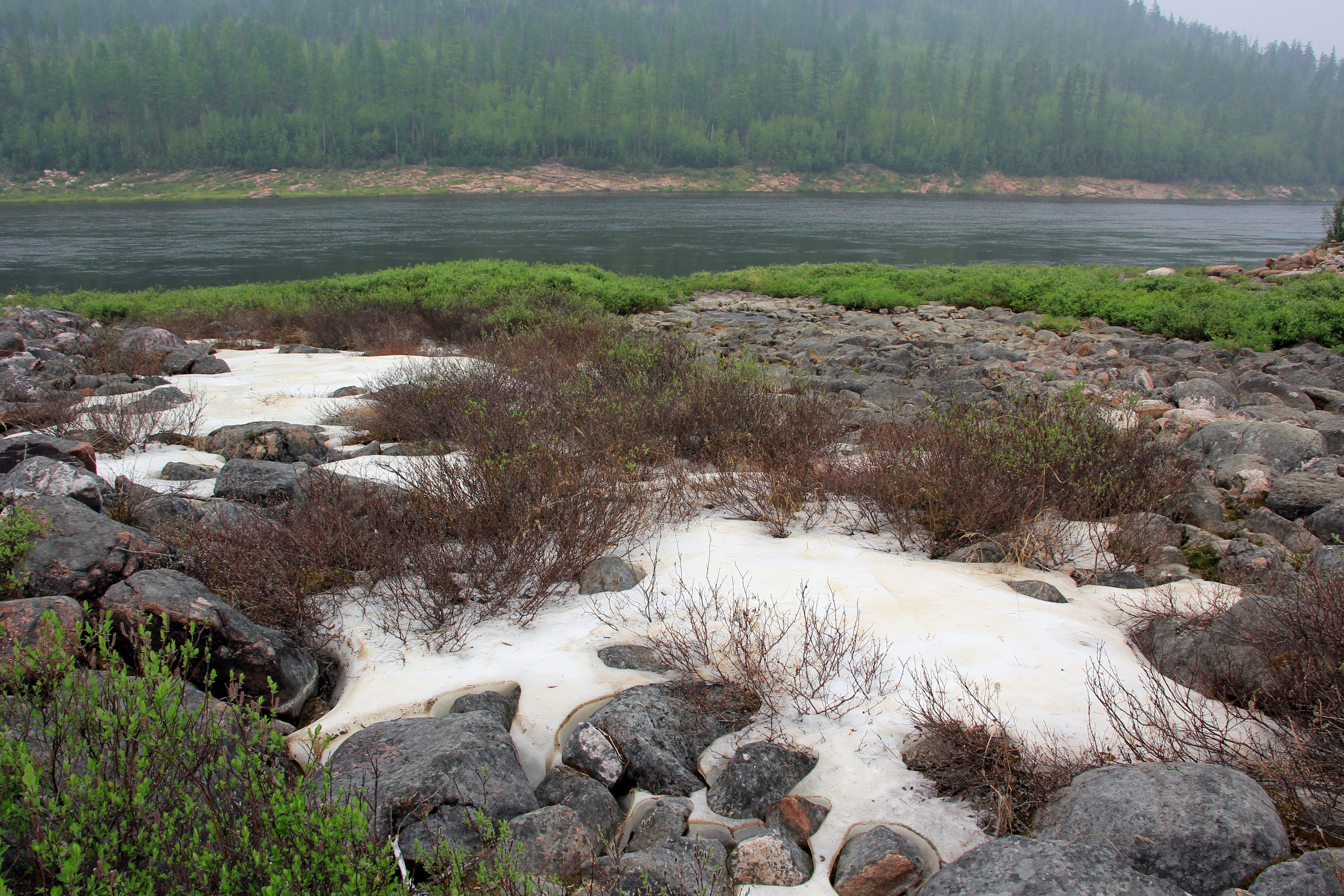
Наледи на реке Амедичи в августе
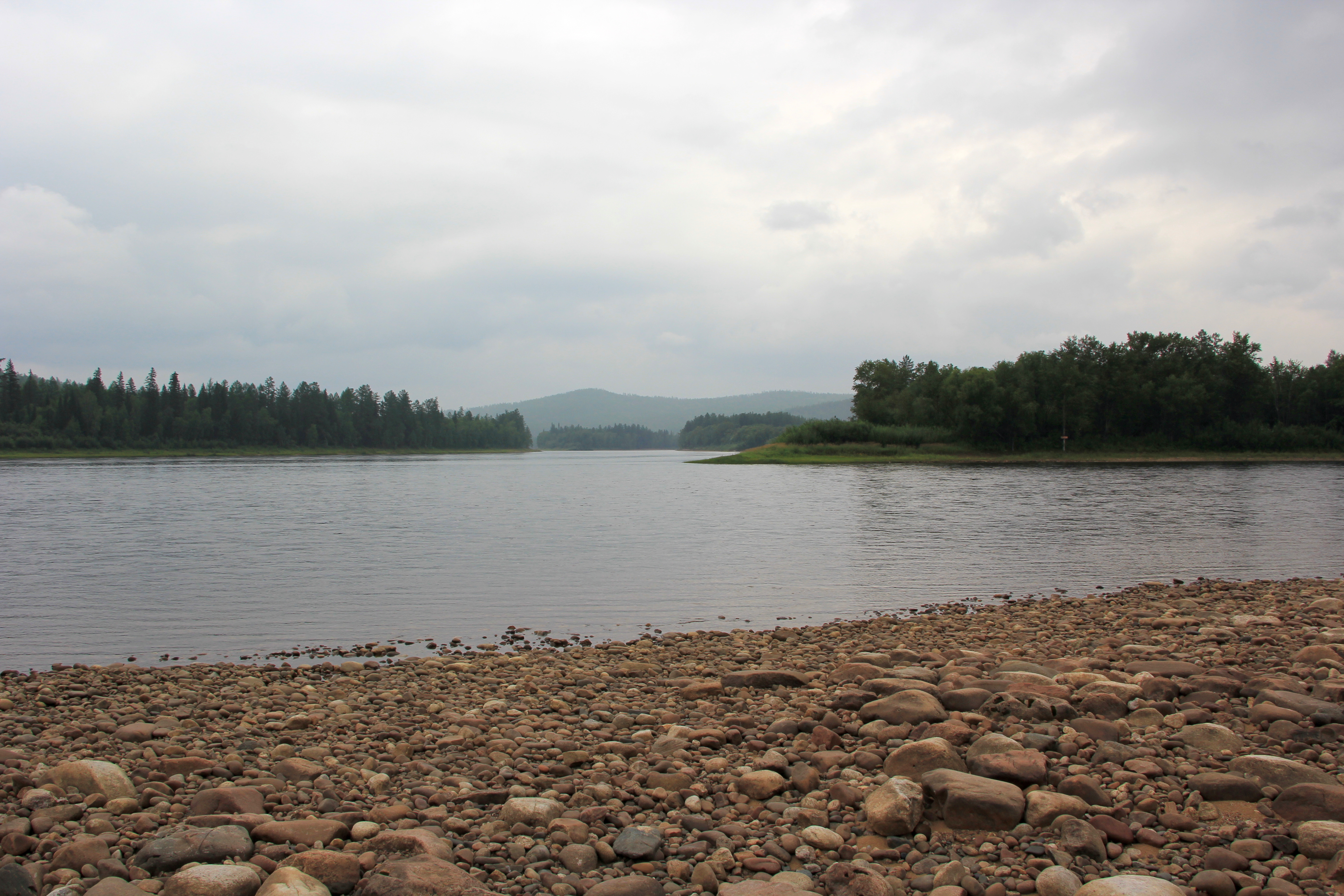
Устье Амедичи